# Муйское землетрясение
Му́йское землетрясе́ние — катастрофическое землетрясение магнитудой 7,6, происшедшее 27 июня 1957 года в Восточной Сибири на севере Забайкалья. Сила подземных толчков в эпицентре достигала 11 баллов по 12-балльной шкале. Землетрясение вызвало образование крупных приповерхностных трещин в земной коре и массовые горные обвалы и осыпи.
Эпицентр землетрясения был определён в точке с координатами 56°6' с. ш. 116°36' в. д., в монголо-байкальской сейсмической зоне под долиной реки Намаракит, левом притоке реки Куанды (недалеко от северного склона хребта Удокан, в Намаракитской впадине). Согласно сообщениям Байкальского филиала Геофизической службы, катастрофа произошла в регионе, до этого считавшегося низкосейсмичным.

## Характеристика землетрясения
27 июня 1957 года вблизи посёлков Муя и Усть-Муя произошёл подземный толчок силой в 10—11 баллов. Общая площадь зоны ощутимых сотрясений достигала 2 000 000 км². Площадь пятибалльных сотрясений составила 600 000 км². Сейсмогравитационные смещения грунтов (обвалы и осыпи) наблюдались на площади более 50 000 км² и расстоянии до 350 км от эпицентра, а на расстоянии нескольких километров от эпицентра — и после толчка. Глубина очага землетрясения составила 22 км.
В ближайших населённых пунктах было разрушено много печей и большинство печных труб. В районе Читы и Бодайбо на расстоянии 500 км наблюдались 6—7-балльные толчки. В Бодайбо (250 км от эпицентра) отмечено растрескивание печей, частичное разрушение труб, в отдельных домах — падение штукатурки. В Чите (490 км от эпицентра) в ряде зданий появились трещины, обвалилась штукатурка. Разрушений в населённых пунктах не отмечено.

## Последствия землетрясения
В результате этого землетрясения хребет Удокан поднялся на 1—1,5 метра, а также сместился в северо-восточном направлении на 1—1,2 метра. Намаракитская впадина опустилась на 5—6 метров и произошёл её сдвиг в юго-западном направлении. Одним из наглядных последствий этого стало образование во впадине озера Новый Намаракит, длиной около 3 километров и шириной от 500 до 600 метров. Образовались разрывные трещины глубиной до 20 км с видимым зиянием до 20 м. Сместилось русло реки по вертикали в местах появления трещин. Также образовалось множество водопадов. На больших расстояниях наблюдалось изменение режима подземных вод.
В результате землетрясения возникла сложная система сейсмодислокаций общей протяжённостью около 30 км.
На местном курорте «Горячий ключ», в 180 км от эпицентра, резко повысился дебит источника, а температура воды с 42—43 °C повысилась до 47—48 °C. В Чите уровень глубоких подземных вод в трёх скважинах пункта водоснабжения поднялся на 2 метра, дебит их повысился с 60 до 100 м³/час.

## Статистика и прогнозы
С 1725 года в Прибайкалье и Забайкалье случилось свыше 20 мощных землетрясений силой от 9 до 11 баллов. В этот список катастрофических и сильнейших землетрясений последних 150 лет входят Цаганское (1862), Среднебайкальское (1930), Мондинское (1950), Муйское (1957), Среднебайкальское (1959) и др.
По оценкам учёных, в Байкальском регионе в 2010-е годы ожидалось усиление сейсмической активности, а к 2015 году был особенно велик риск повторения вспышки.